# Giáo xứ Chúa giáng sinh của Đức Trinh Nữ Maria tại Kończyce Małe

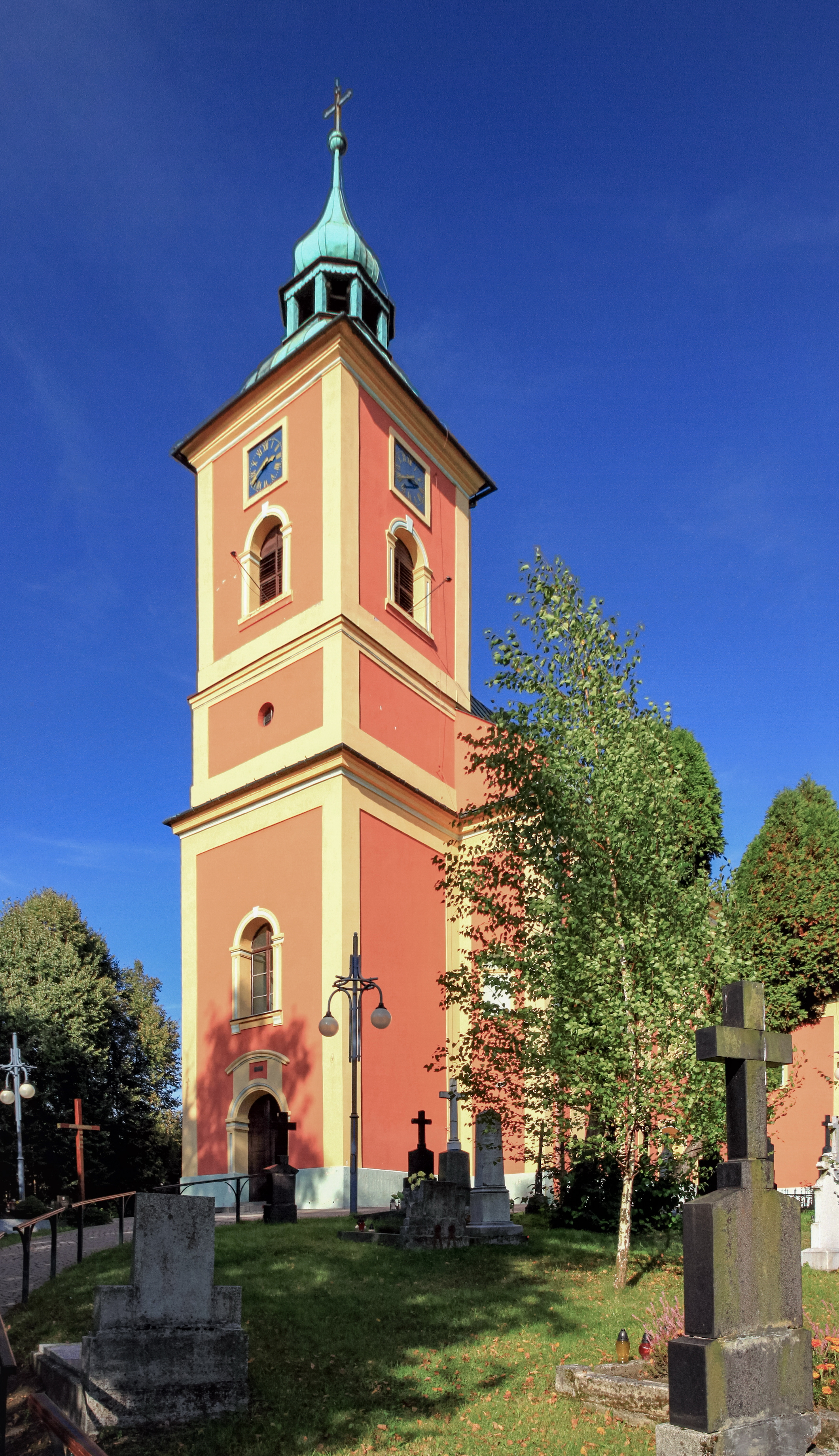
Hình ảnh chụp ở bên ngoài Giáo xứ Chúa giáng sinh của Đức Trinh Nữ Maria tại Kończyce Małe

Giáo xứ Chúa giáng sinh của Đức Trinh Nữ Maria tại Kończyce Małe (tiếng Ba Lan: Parafia Narodzenia Najświętszej Maryi Panny w Kończycach Małych) là giáo xứ Latinh tọa lạc ở ngôi làng Kończyce Małe. Giáo xứ thuộc dòng trưởng của giáo phận bielsko-żywiecka. Năm 2005, nơi đây có khoảng 3.000 tín đồ Công giáo sinh hoạt . Theo sắc lệnh của Giám mục bielsko-żywieccy là ông Tadeusz Rakoczy vào ngày 16 tháng 11 năm 1999, Bức tranh Đức Mẹ Konczycka được trưng bày giáo xứ .

## Lịch sử

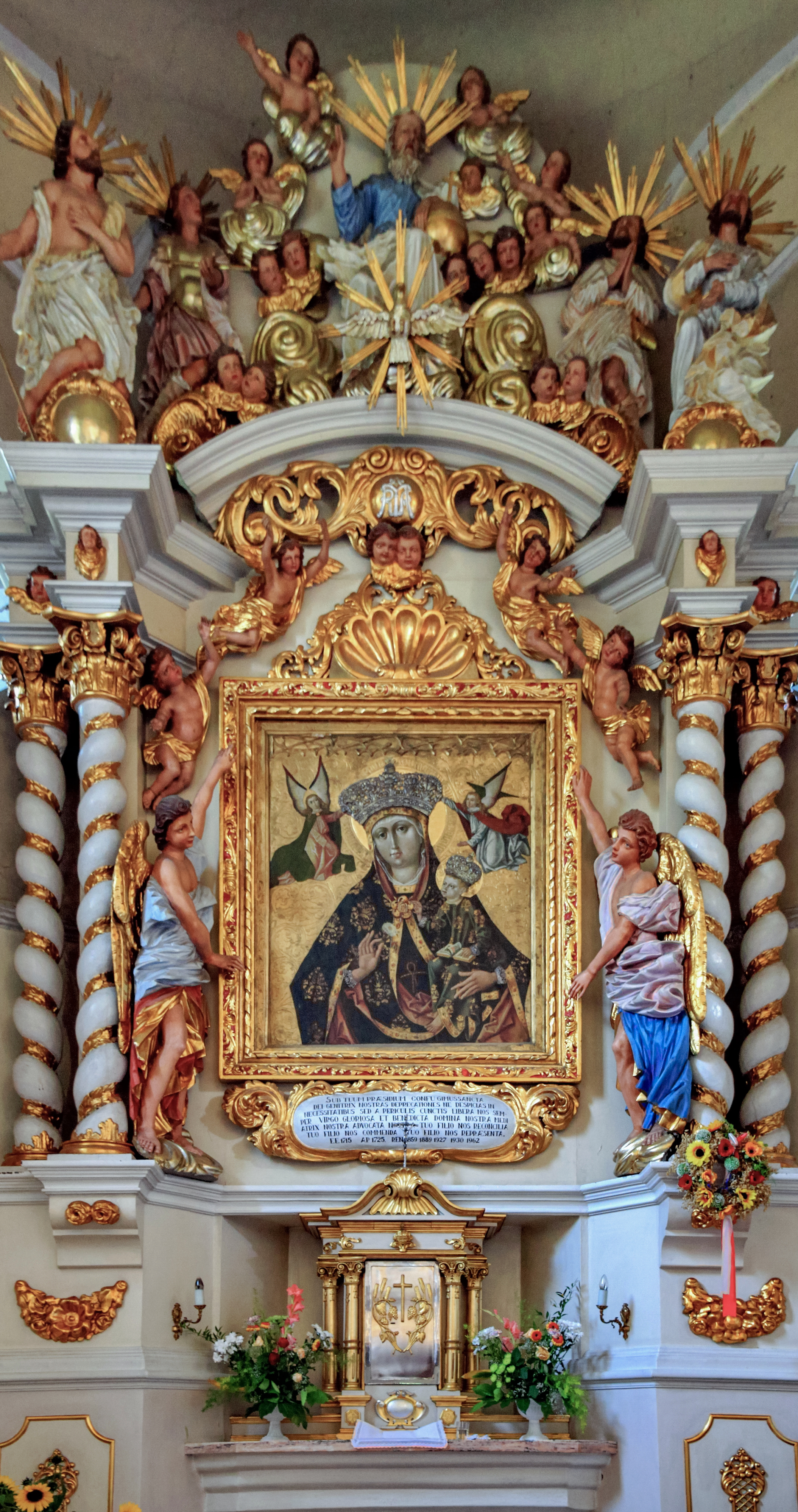
Bức tranh Đức Mẹ Konczycka

Trong báo cáo tài chính năm 1335 tại giáo phận Wrocław ởThành Vatican do giáo hoàng sứ thần Galhard của Cahors soạn thảo thì quy định giáo xứ tại Cunczendorf thuộc danh sách 10 giáo xứ dòng Cieszyn.
Trong thời Cải cách Kháng nghị, giáo xứ rơi vào tay đạo Tin lành.
Trước khi công trình bằng gỗ được xây dựng, một công trình giáo xứ bằng gạch xuất hiện vào năm 1713. Bên trong có trưng bày bức tranh Đức Mẹ Konczycka từ đầu thế kỷ 16 và được người dân địa phương tôn thờ . Một giáo xứ độc lập được thành lập vào ngày 18 tháng 11 năm 1909, tách ra khỏi giáo xứ Thánh Anna ở Pruchna . Trong kho lưu trữ của giáo xứ vẫn còn những cuốn sách rửa tội, đám cưới và đám tang từ năm 1830.